# Neumarkt (Jüterbog)
Neumarkt (ⓘ) ist ein Wohnplatz der Stadt Jüterbog im Landkreis Teltow-Fläming
In Brandenburg.

## Geografische Lage

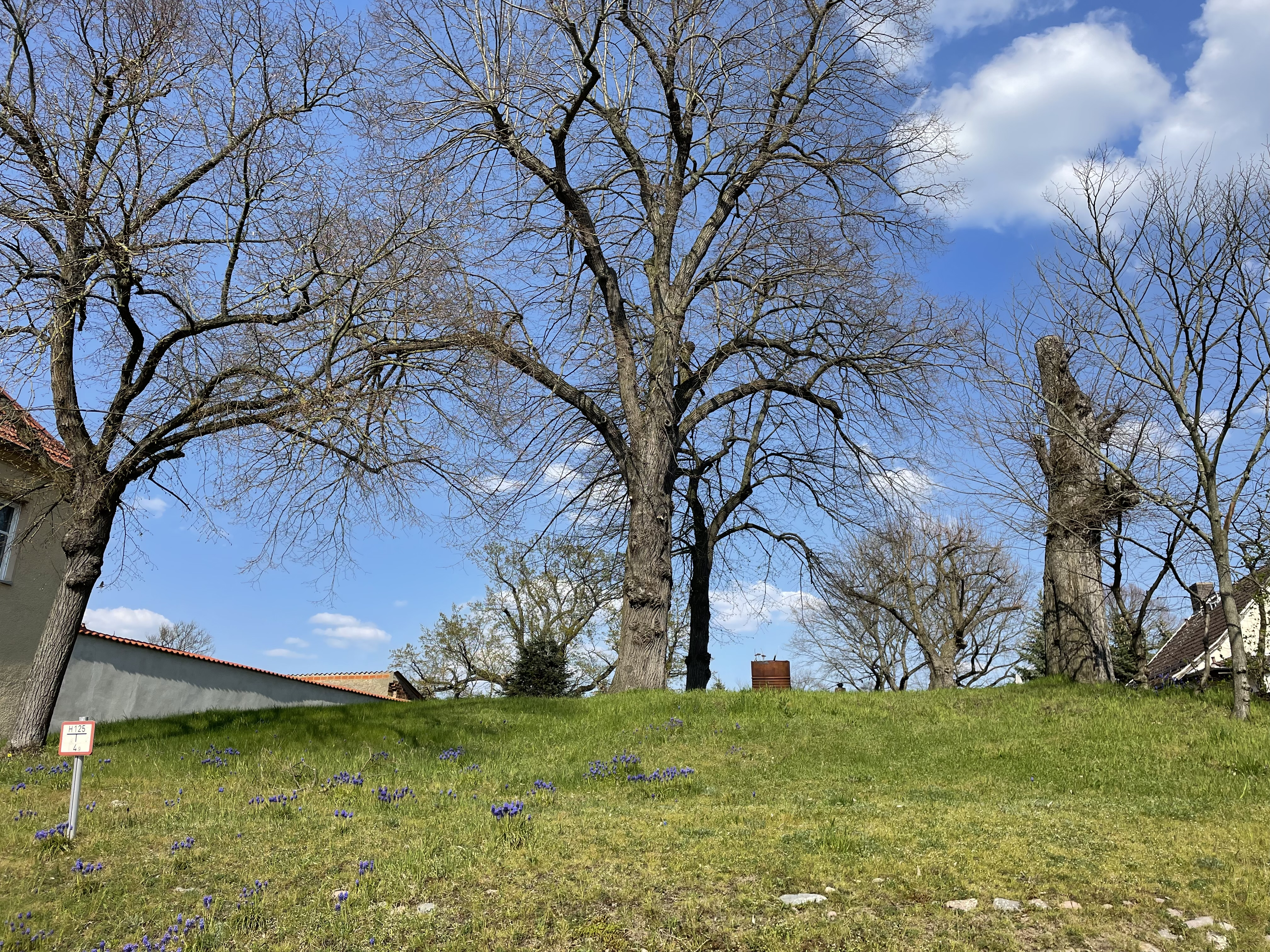
Denkmalgeschützter Tanzberg in Neumarkt

Der Wohnplatz liegt südöstlich des Stadtzentrums und wird durch die Nuthe von ihm getrennt, die in diesem Bereich von Süden kommend in nordnordöstlicher Richtung verläuft. Südwestlich liegt der weitere Wohnplatz Waldau, östlich – einige Kilometer entfernt – der Ortsteil Markendorf. Durch den Wohnplatz führt die Bundesstraße 102, die aus dem Stadtzentrum kommend in südöstlicher Richtung führt. Über sie besteht eine Verbindung zur Bundesstraße 101, die von Süden kommend in nördlicher Richtung und damit östlich des Wohnplatzes vorbeiführt. Die nördlich gelegenen Flächen werden landwirtschaftlich genutzt und durch den Bürgerwiesener Graben in die Nuthe entwässert. Im Osten befindet sich weiterhin die wüste Feldmark Broitz, im Südosten die wüste Feldmark Börnicke sowie im Bereich der Höllenberge und Börnickenberge die wüste Feldmark Rothwiensdorf. Im Dorfzentrum befindet sich nördlich der Bundesstraße 102 der Flurname Tanzberg. Dabei handelt es sich um einen runden, vier bis fünf Meter hohen Hügel mit einem Plateaudurchmesser von rund 20 Metern, der möglicherweise als Turmhügel diente.

## Geschichte und Etymologie

### 13. bis 15. Jahrhundert

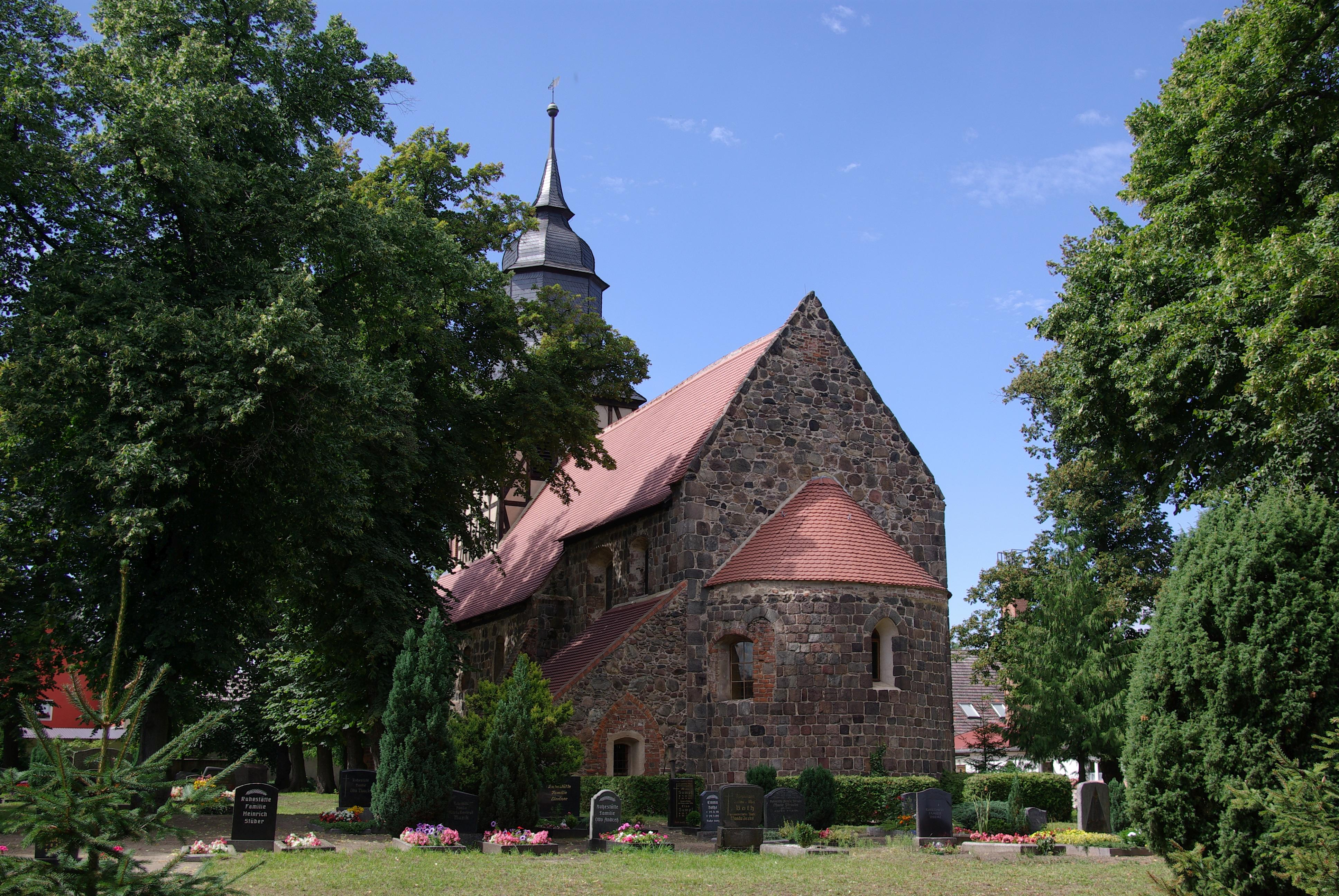
St. Jacobi

Das regelmäßige Platzdorf erschien erstmals indirekt im Jahr 1218 durch einen Bernardus de Nouo foro in Jüterbog und gehörte vor 1218 bis 1817 der Vogtei bzw. dem Amt Jüterbog mit allem Recht und Kirchenpatronat. Das Kirchdorf selbst erschien erneut um 1325/1329, urkundlich 1328 als sitam in novo foro. In dieser Zeit entstand auch St. Jacobi, die um 1325/1329 Pfarrkirche war. Neben der Vogtei bzw. dem Amt gab es weitere Anteile, die sukzessive an den Landesherren bzw. das Amt fielen. Die Familie Rosenthal – vermutlich aus Jüterbog – besaß bis 1328 einen Hof in Neumarkt. Sie verkauften ihn an das Kloster Zinna; er fiel 1570/1594 an das Amt. Die Familie Aken aus Berlin besaß bis 1464 die Hebungen einer Mühle, die ihnen 1 ½ Scheffel einbrachten. Der Anteil lag von 1464 bis 1467 bei der Familie von Zauche und kam von 1467 bis nach 1808 an den Jüterborger Bürger Wilmersdorf. Die Hebungen aus 1 ½ Hufe besaß vor 1466 bis nach 1567 der Bürger Puhlmann aus Jüterbog. Er erhielt 18 Scheffel Roggen, 18 Scheffel Hafer und Geld (1466). Die Hebungen in Höhe eines Schocks Hühner auf den Höfen von Neumarkt waren vor 1368 im Besitz eines unbekannten Lehnsinhabers und waren von 1467 bis nach 1515 im Besitz der Familie von Bardeleben. Ein Haus und Hof besaß bis 1482 die Familie Ehrenberg. Er kam von 1482 bis 1484 in den Besitz der Familie Franke und von dort zum Jüterboger Bürger Dalichow. Bis 1497 war die Familie Schultis (Schultheiß) im Besitz des Hofes, 1497 die Familie Dreyloth. Im Gebäude befand sich ein Erbkrug samt Garten (1497). Insgesamt acht Wiesen waren von 1505 bis vor 1524 im Besitz des Kanzleischreiber Freudemann. Der Bürger Jungermann besaß von 1546 bis 1611 die Hebungen von zwei Einwohnern. Sie gaben einmal 12 Scheffel Roggen, 12 Scheffel Hafer sowie einmal 6 Scheffel Roggen und sechs Scheffel Hafer (1546). Der Anteil wurde geteilt. Die Hebungen von zwei Einwohnern (einmal 12 Scheffel Hafer, einmal sechs Scheffel Hafer, 1611) gingen von 1611 bis 1658 an die Familie von Hagen. Der zweite Anteil befand sich von 1611 bis 1613 im Besitz der Familie Jungermann, danach für zwei Jahre im unmittelbaren Besitz des Administrators und von 1615 bis 1654 bei der Familie von Löben. Anschließend übernahmen von 1654 bis 1769 die Familie Reinhart und Erben den Besitz. Von dort kam er von 1770 bis nach 1817 zum Bürger Balzer aus Jüterbog. Die Hebungen aus zwei Einwohnern ergaben einmal 12 Scheffel Roggen und einmal sechs Scheffel Roggen (1615). Die Schreibweise änderte sich im Jahr 1393 zu up dem nyenmarkte und zu zw Jutbug vff dem Nuwenmarckte im Jahr 1467. Im Jahr 1492/1496 wurde von einem Amtsdorf mit Krug berichtet.

### 16. und 17. Jahrhundert
Die Bewohner zahlten um 1500 Abgaben in Höhe von 60 Schock 28 Groschen (gr) zur Anlage. Im Jahr 1516 betrug die Abgabenlast 110 Rheinische Gulden (fl), 1534 waren es in Nuenmarkt 169 fl 19 gr 7 Pfennig (d) zum 50. Pfenning sowie 60 Taler zum 70. Pfennig im Jahr 1586.
Ausweislich einer Statistik im Jahr 1606 insgesamt 23 Hufner, darunter der Richter sowie 42 Kossäten. Im Jahr 1609 wurde von 64 Untertanen berichtet, um 1625 waren es 17 Hufner, 6 Halbspänner, 30 Kossäten und 9 Gärtner. In einer weiteren Statistik aus dem Jahr 1627 wurden 23 Hufner und 42 Kossäten gezählt, 1637 wurden nur noch sieben Hufner, ein Halbspänner, acht Kossäten und drei Gärtner gezählt. Im Folgejahr gab es neun Ackerleute, zehn Kossäten und drei Gärtner. Der verordnete Richter besaß im Jahr 1648 insgesamt 2 ½ Hufen, die jedoch wüst lagen. Von den 21 Ackerleuten waren 13 Gehöfte wüst: es gab zwei Dreieinhalbhufner, drei Dreihufner (alle wüst), einen Zweieinhalbhufner (wüst), fünf Zweihufner (davon drei wüst), sechs Eineinhalbhufner (einer besaß noch einen Garten, drei lagen wüst) sowie 31 Gärtner, von denen 14 wüst lagen. Zwei der Gärtner waren Müller, einer hatte einen Garten und ½ Hufe, einer besaß zwei Gärten. Der Krüger besaß eine Hufe und zwei Gärten. Von den sechs Häuslern lagen drei wüst – allesamt Folgen des Dreißigjährigen Krieges. Die Gemarkung von 40 Hufen groß. In einer weiteren Statistik aus dem Jahr 1661 wurden die Bewohner mit ihren Besitzungen detailliert aufgeführt. Sie bewirtschafteten in Summe 16 Bürgermarkhufen, 25 ½ wüste Hufen zu Broitz und 14 ½ wüste Hufen zu Börnicke.
1. Richter mit ½ Bürgermarkhufe, zwei wüste Hufe zu Broitz und eine wüste Hufe zu Börnicke, ein Gärtgen und eine Pferdewiese
2. 18 Ackerleute, darunter zwei wüst: einer hat eine BürgermarkHufe und eine wüste Hufe zu Broitz, auch ein Stück Land (Wröngen genannt), einer hat zwei wüste Hufen zu Broitz, eine wüste Hufe zu Börnicke, ein Freihäusgen (so wüst), einer hat zwei kleine wüste Hufen zu Broitz, ½ Bürgermarkhufe, eine wüste Hufe zu Börnicke, ein Garten auf der Pferdewiese, einer hat eine wüste Hufe zu Broitz, eine wüste Hufe zu Börnicke, ein Garten auf der Pferdewiese und ein Häuslein, einer hat eine wüste Hufe zu Börnicke, einer hat zwei Bürgermarkhufen und ein Garten, einer hat eine Bürgermarkhufe, eine wüste Hufe zu Broitz, eine wüste Hufe zu Börnicke, einer hat eine Bürgermarkhufe, eine wüste Hufe zu Broitz, eine wüste Hufe zu Börnicke, einer hat eine Bürgermarkhufe und eine wüste Hufe zu Broitz, einer hat ½ Bürgermarkhufe und eine wüste Hufe zu Börnicke, einer hat 1 ½ wüste Hufen zu Broitz und einen Garten auf der Windmühlenstelle, einer hat zwei wüste Hufen zu Broitz und eine wüste Hufe zu Börnicke, einer hat 1 ½ Bürgermarkhufen, einer hat 1 ½ Bürgermarkhufen, eine wüste Hufe zu Broitz und eine wüste Hüfe zu Börnicke, einen Garten (Echterland genannt), einer hat eine Bürgermarkhufe und zwei wüste Hufen zu Broitz, einer hat einen Kossätenhof, einer hat eine Bürgermarkhufe, eine wüste Hufe zu Börnicke und ein Garten (Echterland genannt)
3. vier halbe Ackerleute (von denen einer wüst lag): einer hat ½ Bürgermarkhufe, ½ wüste Hufe zu Broitz und 1 ½ wüste Hufen zu Börnicke, einer hat ½ Bürgermarkhufe, eine wüste Hufe zu Börnicke und die abgebrannte Windmühle, einer hat eine Bürgermarkhufe und eine wüste Hufe zu Börnicke, einer hat eine wüste Hufe zu Broitz und einen Garten (Echterland genannt)
4. 23 Kossäten, darunter vier wüste Höfe: 13 haben jeder einen Hof, einer hat einen Hof und Gärtgen auf der Pferdewiese, einer hat ein Häuslein, einer hat einen Hof, ¾ wüste Hufen zu Broitz und ein Gärtgen auf der Pferdewiese, einer hat ein Häuslein und Gärtgen auf der Pferdewiese, einer hat ein Häuslein und Garten, einer hat ein Haus und zwei Gärten auf der Pferdewiese, einer hat ein Haus, eine wüste Hufe zu Broitz und ein Garten auf der Pferdewiese, einer hat ½ Bürgermarkhufe und zwei wüste Hufen zu Broitz, einer hat einen Hof, Windmühle und Garten auf der Pferdewiese
5. 18 Gärtner, darunter acht wüste: 12 haben jeder ein Häuslein, einer hat ein Häuslein und Windmühle, einer ist Müller, hat ein Häuslein und die Windmühle, einer hat ein Freihaus, einer hat ein Häuslein, die Windmühle ist noch wüst, einer hat ein Häuslein und Garten, ein Gärtner und Krüger hat ein Häuslein, eine wüste Hufe zu Broitz und Gärtgen auf der Pferdewiese
6. ein Häusler (wüst) hat ein Häuslein,
7. ein Müller hat die abgebrannte Windmühle.

In einer Statistik aus dem Jahr 1664 wurden der Wahlschulze, 17 volle Ackerleute, drei halbe Ackerleute, 18 dienstbare Kossäten, 10 Dienstgärtner und 3 Freihäusler aufgeführt. Zwei volle Ackergüter lagen wüst, ebenso ein halbes Ackergut, fünf Dienstkossätenhöfe, neun Dienstgärtnerhöfe und eine Freibudenstelle. In Neumarkt lebten zusammen 70 Einwohner. Für das Jahr 1699 wurden 23 Bauern aufgeführt: drei Dreieinhalbhufner (darunter der Richter), fünf Dreihufner (davon eines wüst), ein Zweieinhalbhufner, sechs Zweihufner, vier Eineinhalbhufner (davon zwei wüst), vier Einhufner (darunter eines wüst) sowie 18 Kossäten (davon vier wüst): einer besaß zwei Hufen, einer 1 ½ Hufen, einer 1 Hufe, einer ¾ Hufe. Außerdem wurden 24 Gärtner aufgeführt (davon elf wüst), von denen einer eine Hufe besaß. Die Gemarkung war auf 56 ¼ Hufen angewachsen, darunter 49 ¼ Hufen gangbar und 7 wüst.

### 18. Jahrhundert
Die Gemarkung war im Jahr 1706 insgesamt 56 3⁄4 Hufen groß, die von den Einwohnern bewirtschaftet wurde, darunter der Erbrichter, der das Gut besaß. Er verfügte außerdem über eine Bürgermarkhufe, zwei wüste Hufe in Broitz, eine wüste Hufe in Börnicke und besaß außerdem eine Pferdewiese und eine Brandtwiese (1704). Im Dorf gab es außerdem 19 weitere Güter.
1. Gut 1: ½ Bürgermarkhufe, ¾ wüste Hufen zu Broitz, eine wüste Hufe zu Börnicke und eine Pferdewiese
2. Gut 2: 1 ½ Bürgermarkhufe und 1 ½ wüste Hufen zu Broitz
3. Gut 3: eine Bürgermarkhufe, eine wüste Hufe zu Broitz und ein Stück Land zu 8 Scheffel Aussaat
4. Gut 4: zwei wüste Hufen zu Broitz und eine wüste Hufe zu Börnicke
5. Gut 5: ½ Bürgermarkhufe, ½ wüste Hufe zu Broitz, ½ wüste Hufe zu Börnicke und 1 ½ Pferdewiese
6. Gut 6: ½ Bürgermarkhufe, 1 ½ wüste Hufen zu Broitz, eine wüste Hufe zu Börnicke und zwei Pferdewiesen
7. Gut 7: 1 ½ wüste Hufen zu Broitz, eine wüste Hufe zu Börnicke und eine Pferdewiese
8. Gut 8: zwei Bürgermarkhufen und ½ Pferdewiese
9. Gut 9: eine Bürgermarkhufe, ¾ wüste Hufen zu Broitz, eine wüste Hufe zu Börnicke und ½ Pferdewiese
10. Gut 10: eine Bürgermarkhufe, eine wüste Hufe zu Broitz und eine wüste Hufe zu Börnicke
11. Gut 11: eine Bürgermarkhufe und eine wüste Hufe zu Broitz
12. Gut 12: ½ Bürgermarkhufe und eine wüste Hufe zu Börnicke
13. Gut 13: zwei wüste Hufen zu Broitz, eine wüste Hufe zu Börnicke und eine Pferdewiese
14. Gut 14: 1 ½ Bürgermarkhufe, ¾ wüste Hufen zu Broitz und eine Pferdewiese
15. Gut 15: eine Bürgermarkhufe, zwei wüste Hufen zu Broitz und eine Pferdewiese
16. Gut 16: ½ Bürgermarkhufe, 1 ½ wüste Hufen zu Broitz und eine Pferdewiese
17. Gut 17: eine Bürgermarkhufe und eine wüste Hufe zu Börnicke
18. Gut 18: eine Bürgermarkhufe und eine wüste Hufe zu Broitz
19. Gut 19: zwei wüste Hufen zu Broitz

Hinzu kamen 43 Kossätenhöfe.
1. ein Hof mit 4 Metzen Aussaat und eine Windmühle
2. ein Hof mit 8 Metzen Aussaat, ein Stücklein Land zu Börnicke zu 1 Scheffel Aussaat und ½ Pferdewiese
3. ein Hof mit 1 Scheffel Aussaat und ¾ wüsten Hufen in Broitz sowie eine Pferdewiese
4. ein Hof ist wüst und „hat nichts als den Platz zu einem Häuslein“
5. ein Hof zu 1 ½ Scheffel Aussaat, noch ein Stück Land zu 2 ½ Scheffel Aussaat
6. ein Hof zu 1 Scheffel Aussaat, ein Stück Land auf Bürgermark zu 1 Scheffel 2 Metzen Aussaat
7. ein Hof zu 12 Metzen Aussaat, ¾ wüste Hufen zu Broitz, ½ wüste Hufe zu Börnicke und ½ Pferdewiese
8. ein Hof zu 1 Scheffel Aussaat und 1 wüste Hufe zu Broitz
9. ein Hof zu 2 Scheffel Aussaat und ½ wüste Hufe zu Börnicke
10. ein Hof zu 1 Scheffel Aussaat, ½ wüste Hufe zu Broitz, eine wüste Hufe zu Börnicke und eine Pferdewiese
11. ein Hof zu 1 ½ Scheffel Aussaat und ½ Pferdewiese
12. ein Hof zu 1 Scheffel 4 Metzen Aussaat und ¼ Pferdewiese
13. ein Hof ohne Raum, ½ wüste Hufen zu Börnicke und eine Pferdewiese
14. ein Hof zu 3 Scheffel Aussaat und ½ Pferdewiese
15. ein Hof zu 1 ½ Scheffel Aussaat und ½ wüste Hufe zu Börnicke
16. ein Hof zu 12 Metzen Aussaat und ½ wüste Hufe zu Börnicke
17. ein Hof zu 12 Metzen Aussaat und ½ Pferdewiese
18. ein Hof zu ½ Scheffel Aussaat
19. zwei Höfe zu je 1 ½ Scheffel Aussaat
20. drei Höfe mit einem Hof und 1 Scheffel Aussaat
21. ein Hof mit ½ Scheffel Aussaat
22. zwei Höfe mit je 12 Metzen Aussaat
23. fünf Höfe mit je 8 Metzen Aussaat
24. ein Hof mit 6 Metzen Aussaat
25. vier Höfe mit je 4 Metzen Aussaat
26. drei Höfe mit je 3 Metzen Aussaat
27. drei Höfe mit je 2 Metzen Aussaat

Eine Häuslerstelle lag wüst. Im Jahr 1714 gab es im Dorf unter anderem den Vizerichter, sechs Gerichtsschöppen, 13 Häusler, 44 Kossäten Gärtner und Häusler. In einer weiteren Statistik aus dem Jahr 1721 wurden das Erbrichtergut und 19 Ackerleute aufgeführt, die alle ein Haus mit Garten besaßen.
1. Gut 1 mit ½ Bürgermarkhufe, ½ wüste Hufe zu Broitz, 1 ½ wüste Hufen zu Börnicke, ein Stück auf Börnicke (ein Block genannt), ein Garten auf der Pferdewiese, ½ Seelichen auf Lüttgen-Bochow
2. Gut 2 mit zwei wüsten Hufen zu Broitz, einer wüsten Hufe zu Börnicke,
3. Gut 3 mit einer Bürgermarkhufe, einer wüsten Hufe zu Broitz, vier Stücke und ein Wiesenfleck auf Broitz (die Brände genannt) mit 4 Scheffel Aussaat und noch ein dergleiches Stück zu 8 Metzen Aussaat
4. Gut 4 mit 1 ½ Bürgermarkhufen und einer wüsten Hufe zu Broitz
5. Gut 5: ½ Bürgermarkhufe und 1 ¾ wüsten Hufen zu Broitz, einer wüsten Hufe zu Börnicke und einem Pferdewiesengarten
6. Gut 6: eine wüste Hufe zu Broitz und ein Stück Land hinterm Haus zu 4 Metzen Aussaat
7. Gut 7: eine Bürgermarkhufe, eine wüste Hufe zu Broitz, ein Stück Wiese und ein Garten hinter dem Hofgarten zu 1 ½ Scheffel Aussaat
8. Gut 8: eine Bürgermarkhufe und eine wüste Hofe zu Börnicke
9. Gut 9: ½ Bürgermarkhufe, zwei wüste Hufen zu Broitz, ein Pferdewiesengarten und ¼ dergleichen Garten
10. Gut 10: eine Bürgermarkhufe, zwei wüste Hufen zu Broitz, ½ sogenannte Nonnenhufen, die 1715 von der Kammer erworben worden waren, ¾ wüste Hufen zu Broitz und ein Pferdewiesengarten
11. Gut 11: zwei wüste Hufen zu Broitz und eine wüste Hufe zu Börnicke
12. Gut 12: ½ Bürgermarkhufe und eine wüste Hufe zu Broitz
13. Gut 13: eine Bürgermarkhufe und eine wüste Hufe zu Broitz
14. Gut 14: eine Bürgermarkhufe, eine wüste Hufe zu Broitz und eine wüste Hufe zu Börnicke
15. Gut 15: eine Bürgermarkhufe, eine wüste Hufe zu Broitz (auf ¾ Hufe geachtet), eine wüste Hufe zu Börnicke und einen sogenannten Kurzgarten
16. Gut 16: zwei Bürgermarkhufen und einen Garten hinter den Höfen
17. Gut 17: eine Freibude, eine wüste Hufe zu Broitz und noch von ¾ Hufen zu Broitz die Hälfte, eine wüste Hufe zu Börnicke, einen Pferdegarten und noch ½ dergleichen
18. Gut 18: ½ Bürgermarkhufe, zwei wüste Hufen zu Broitz, eine wüste Hofe zu Börnicke und zwei Pferdewiesengarten
19. eine Freihäusgenstelle neben dem Hof

Außerdem gab es 37 Gärtnerstellen, die alle ein Haus mit Garten besaßen.
1. Gärtner 1: hat ¾ wüste Hufe nebst ein Stück Wiese zu Broitz
2. Gärtner 2: hat ½ Pferdewiesengarten
3. Gärtner 3: hat ½ wüste Hufe zu Börnicke
4. Gärtner 4: hat ½ wüste Hufe zu Börnicke, ½ sogenannte Nonnenhufe (von der Kammer erkauft), auch ½ Seelichen auf Lüttgen-Bochow
5. Gärtner 5: hat ein Stück Acker (Block genannt) zu 1 Scheffel Aussaat auf Börnicke und ½ Pferdewiesengarten
6. Gärtner 6: hat ¾ wüste Hufen zu Broitz, ½ wüste Hufe zu Börnicke und ein Pferdewiesengarten
7. Gärtner 7: hat ¼ Pferdewiesengarten
8. Gärtner 8: hat ½ wüste Hufe zu Broitz, ½ wüste Hufe zu Börnicke, eine Wiese und einen Pferdewiesengarten
9. Gärtner 9: hat einen Hopfgarten
10. Gärtner 10: hat ½ wüste Hufe zu Börnicke
11. Gärtner 11: hat 1 ¼ wüste Hufe zu Broitz
12. Gärtner 12: hat eine wüste Hufe zu Broitz (auf ¾ geachtet), ½ wüste Hofe zu Börnicke und einen doppelten Kohlgarten
13. Gärtner 13: hat ½ sogenannten Kurzgarten
14. Gärtner 14: hat ¼ Pferdewiesengarten
15. Gärtner 15: hat ½ Pferdewiesengarten
16. Gärtner 16: hat ein Stückgen Acker vorm Neumarkt zu 1 ½ Scheffel Aussaat
17. Gärtner 17: hat ein Stück Acker (Block genannt) und ½ Pferdewiesengarten
18. Gärtner 18: hat ½ wüste Hufe zu Broitz und einen Pferdewiesengarten
19. Gärtner 19: war auch Hufschmied
20. Gärtner 20: war auch Erbkrüger mit einer wüsten Hufe zu Broitz und einem Pferdewiesengarten
21. Gärtner 21: war auch Rademacher
22. Gärtner 22: war auch Windmüller und besaß die Windmühle zwischen der Dahmeschen Straße und dem Hohengörsdorfer Weg, besaß außerdem einen Pferdewiesengarten und einen sogenannten Kurzgarten
23. ein Freihäusler hatte ein Haus und einen Pferdewiesengarten
24. ein Häusler
25. drei Häusler und Windmüller: einer besaß ein Haus und die Windmühle vor dem Neumarkt, ein anderer hatte ein Haus und die Windmühle am Hohengörsdorfer Weg und der dritte besaß ein Haus und die Windmühle, die am Dahmeschen Weg gegen den Teupitzschen Acker stand
26. ein Schmied besaß ein Haus
27. zwei Einwohner ohne Angabe, von denen einer ein Haus und Garten der andere ½ sogenannte Nonnenhufe von der Kammer erkauft hatte. Dieser besaß auch eine Windmühle am Fröhdenschen Weg und ¼ Pferdewiesengarten
28. einer besaß der Hirtenhaus

Die Gemarkung bestand aus 12 Bürgermarkhufen, 28 wüsten Hufen zu Broitz, 13 wüsten Hufen zu Börnicke, 1 ½ sogenannten Nonnenhufen und zwei Seelichen auf Lüttgen-Bochow. Im Jahr 1746 lebten in Neumarkt unter anderem 20 Ackerleute (darunter der Richter), elf Großkossäten, elf Mittelkossäten, 25 Kleinkossäten und elf Häusler. Die Gemarkung war im Folgejahr 15 ½ Bürgermarkhufen groß. Hinzu kamen 28 wüste Hufen in Broitz und mittlerweile 17 ½ wüste Hufen in Börnicke. Im Jahr 1760 betrieben die Einwohner auf 56 ¼ Hufen insgesamt 81 Feuerstellen (=Haushalte). In einer weiteren Statistik aus dem Jahr 1777 erschienen 20 Ackerleute (darunter der Richter), elf Großkossäten, zehn Mittelkossäten, 25 Kleinkossäten und 13 Häusler. Neumarkt zählte damit 79 angesessene Einwohner sowie zwei unbewohnte bzw. publike Häuser (das gemeinschaftlich genutzte Hirtenhaus und ein freies Gartenhäuslein).

### 19. Jahrhundert
Im Jahr 1800 gab es in Neumarkt 20 Anspänner, 47 Kossäten und 12 Häusler. Sie hielten 90 Pferde, 126 Kühe und 660 Schafe. Eine Statistik aus dem Jahr 1814 führte acht Personen auf, die als Windmüller arbeiteten. Hinzu kamen drei Hufschmiede, zwei Rademacher, fünf Schneider, ein Krüger, ein Hausschlächter, drei Olschläger und ein Grützmacher. Zwei Jahre später wurde von 71 Eigentümern, Erbpächtern und Erbzinsleuten berichtet, die 57 Hufen bewirtschafteten. Neumarkt bestand im Jahr 1837 als Dorf mit Ziegelei und Chausseehaus. Dort lebten unter anderem vier Schneidermeister, acht Zimmerleute (Gehilfen bzw. Lehrlinge), drei Rade- und Stellmachermeister, drei Grobschmiedemeister und ein Grobschmied (Gehilfe bzw. Lehrling). Es gab sieben Windmühlen, ein Gasthof für gebildete Stände sowie 12 männliche und 11 weibliche Dienstboten sowie 88 Wohnhäuser. Drei Jahre später arbeiteten in Neumarkt unter anderem fünf Müller, drei Schmiede, ein Schuhmacher, ein Schneider und drei Stellmacher. Die Gemarkung umfasste im Jahr 1858 insgesamt 2297 Morgen (Mg): 60 Mg Gehöfte, 40 Mg Gartenland, 1963 Mg Acker, 156 Mg Wiese, 3 Mg Weide, 15 Mg Torf, 60 Mg Wald. Darauf standen sechs öffentliche, 93 Wohn- und 205 Wirtschaftsgebäude, darunter eine Ölfabrik, sieben Getreidemühlen und drei Ziegeleien. Es gab vier Abbauten: die genannten drei Ziegeleien und das Chausseehaus. Diese wurden 1860 ebenfalls erneut erwähnt. Vier Jahre später kam eine weitere Ziegelei mit einer Feuerstelle und vier Einwohnern hinzu. Im Jahr 1817 gab es die Wohnplätze Chausseehaus, Dampfschneidemühle, Lehmannsche Ziegelei, Ziegelei Grunow, Ziegelei Herold und Ziegelei Queiss. Im Jahr 1885 wurde zusätzlich der Wohnplatz Hugk aufgeführt. Neumarkt war 1891 Kirchdorf mit Schneidemühle und Ziegelei und bestand 1903/1927/1935 mit einer Hühnerfarm.

### 20. Jahrhundert
Zur Jahrhundertwende war Neumarkt 1008,3 Hektar (ha) groß und bestand aus 120 Häusern.
1. eine Altsitzerin
2. drei Bäckermeister
3. ein Chausseeaufseher
4. zwei Fräulein
5. ein Gastwirt und Materialwarenhändler
6. ein Garnisonbauwart
7. Großgärtner
8. ein Großgärtner und Maurerpolier
9. ein Häuser und Arbeiter
10. ein Häusler und Handelsmann
11. ein Häusler und Landwirt
12. drei Häusler und Maurer
13. vier Häusler und Zimmerleute
14. zwölf Hufner
15. ein Kassengehilfe
16. fünf Kleingärtner
17. zwei Kleingärtner und Maurer
18. ein Kleingärtner und Ölschläger
19. sieben Kossäten
20. ein Landwirt
21. ein Landwirt und Hausschlächter
22. ein Landwirt und Holzhändler
23. drei Lehrer
24. ein Malermeister
25. sieben Maurer
26. ein Mühlenbesitzer
27. ein Mühlenbesitzer, Stammgutsbesitzer und Getreidehändler
28. fünf Rentiers
29. ein Schankwirt und Materialwarenhändler
30. zwei Schmiedemeister
31. ein Schneidemüller
32. eine Schneiderin
33. zwei Stammgutsbesitzer
34. ein Stammgutsbesitzer und Hausschlächter
35. ein Stellmacher
36. ein Stellmacher und Musikus
37. ein Tischler
38. vier Zimmerleute
39. ein Zimmermeister
40. ein Zweihufner

Neumarkt wurde 1931 Landgemeinde mit 1007 ha sowie 145 Wohnhäuser mit 248 Haushaltungen. Im Jahr 1939 gab es 19 land- und forstwirtschaftliche Betriebe, die zwischen 20 und 100 Hektar groß waren. Weitere 18 Betriebe waren zwischen 10 und 20 Hektar, 26 zwischen 0,5 und 5 Hektar groß.
Nach dem Zweiten Weltkrieg wurden 1948 insgesamt 17,3 ha enteignet: 11,8 ha Acker, 0,1 ha Wiese und Weide, 2,8 ha Wald und 0,9 ha Gewässer. Davon gingen 12,4 Hektar an einen landlosen Bauern und Landarbeiter, vier Hektar an einen landarmen Bauern sowie 0,9 Hektar an den Bodenfonds. Zwei Jahre später wurde Neumarkt nach Jüterbog eingemeindet und dort seit 1950 als Wohnplatz geführt.
Im Jahr 1957
gründete sich eine LPG vom Typ I mit zunächst 11 Mitgliedern und 98 Hektar landwirtschaftlicher Nutzfläche, die 1958 in eine LPG Typ III überging. Im Jahr 1960 gab es eine LPG Typ III mit 112 Mitgliedern und 649 Hektar Fläche, die 1967 an die LPG Typ I Jüterbog angeschlossen wurde. Im Jahr 1983 gab es in Neumarkt die Bezirksdirektion des Straßenwesens Straßenmeisterei Neumarkt, den VEB Jüterboger Konservenfabrik, den VEB Vereinigte Holzindustrie Potsdam-Süd Werk Jüterbog-Neumarkt.

## Bevölkerungsentwicklung
| Jahr      | 1817 | 1837 | 1858 | 1871 | 1885               | 1895 | 1905 | 1925 | 1939 | 1946 |
| Einwohner | 383  | 577  | 765  | 757 und 3 (Chaussehaus) und 2 (Dampfschneidemühle) und 3 (Lehmannsche Ziegelei) und 3 (Z. Grunow) und 6 (Z. Herold) und 4 (Z. Queiss) | 610 und 233 (Hugk) | 859  | 850  | 973  | 1179 | 1431 |

## Kultur und Sehenswürdigkeiten

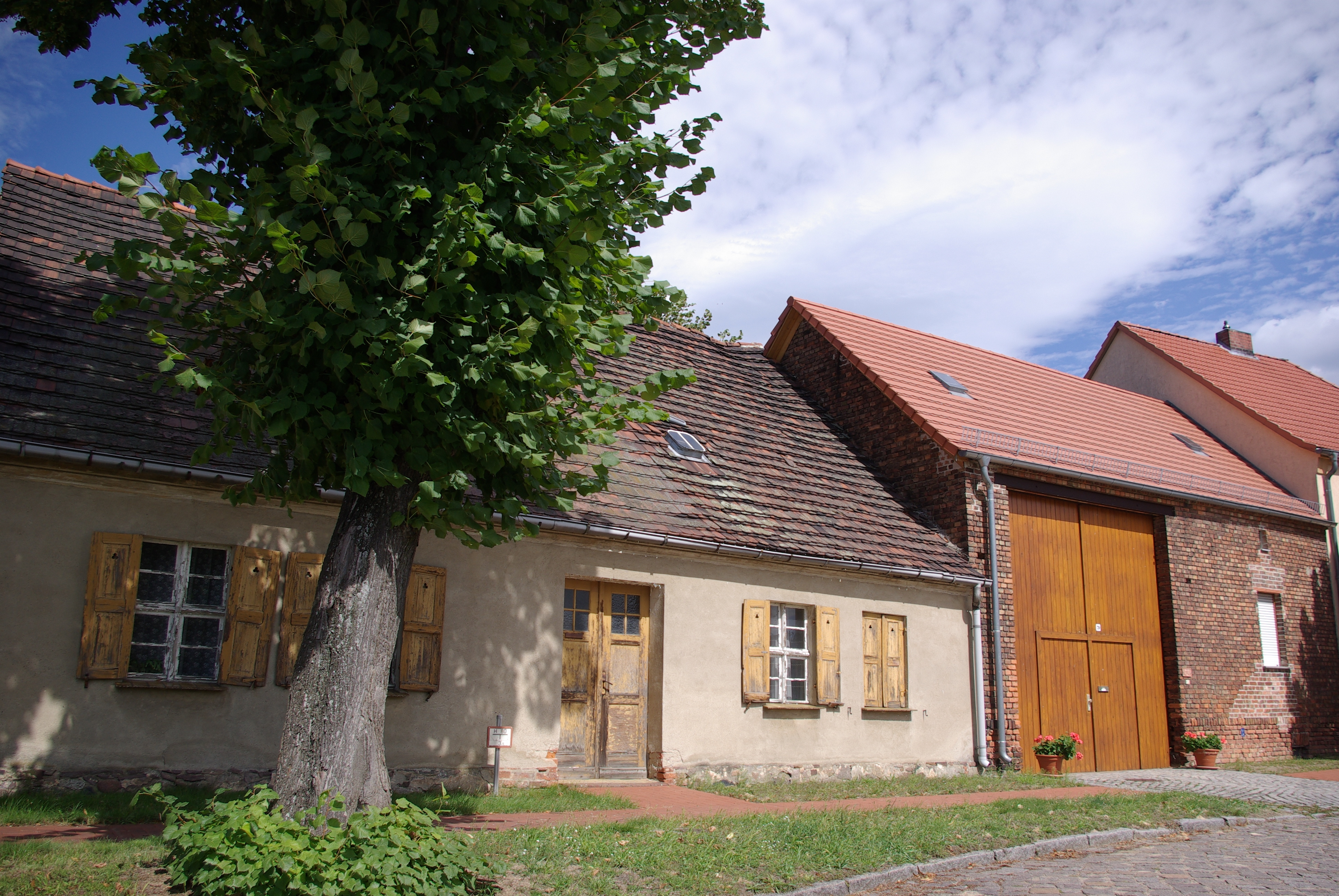
Wohnhaus in der Dorfstraße 20

- St. Jacobi: Der Sakralbau entstand in der ersten Hälfte des 13. Jahrhunderts. Im Inneren befindet sich ein Altaraufsatz aus Sandstein aus dem Jahr 1736.
- Die Wohnhäuser in der Dorfstraße 20 und 32 stehen unter Denkmalschutz, ebenso das Gehöft in der Hauptstraße 30.
- Der ebenfalls denkmalgeschützte Neumarkt mit Tanzberg ist eine etwa fünf Meter hohe Erhebung, die sich zwischen Dorfplatz und Hauptstraße befindet. Darauf steht eine Bebauung aus dem 19. Jahrhundert.